# Troposzféra

A légkör szerkezete

A troposzféra a Föld légkörének azon legalsó rétege, ahol az időjárási jelenségek nagy része lejátszódik. Az üvegházhatás szintén itt megy végbe.
A troposzféra a Föld felszínén kezdődik, és a trópusi területeken 16–18 km magasságig, míg a sarkköröknél csupán 10 km magasságig tart. Ez a réteg tartalmazza az atmoszféra tömegének 80%-át. Általában a sugárhajtóműves repülőgépek a troposzféra és a közvetlenül felette található sztratoszféra között repülnek.
A troposzférát hat áramlási zónára oszthatjuk, amelyeket celláknak neveznek. Ezek felelősek a légkörzésért és okozzák az uralkodó szeleket.
A troposzféra szó a görög τρόπος (troposz) ’forgás’ vagy ’keverés’ szóból ered. Ez az állandóan mozgásban lévő réteg a Föld atmoszférájának legsűrűbb része. Főként nitrogénből és oxigénből áll.
A magasságtól függő hőmérsékleti csökkenés nagyobb, mint a többi rétegben. A térítők mentén a tengerszinti +17 °C-os levegőtől indulva mire a tropopauza kezdetéhez érünk, −52 °C-ra hűl le az. A sarkköröknél, ahol a troposzféra vékonyabb, a hőmérséklet csupán −45 °C-ra, míg az Egyenlítőnél −75 °C-ra süllyed le.
Ezeknek a különbségeknek az oka a Föld felszínétől való távolság, mivel a Föld felszíne sugározza vissza a hőt a légkörnek. Így amikor távolodunk a Föld felszínétől, a fűtő hatás csökken. Felfelé emelkedve emiatt lesz egyre hűvösebb a levegő.
1000 méterenként a hőmérséklet körülbelül 6,4 °C-kal csökken.
A tropopauza jelöli a troposzféra végét és a sztratoszféra kezdetét. A tropopauza felett 50 km-s magasságig a hőmérséklet lassan növekszik.

## Külső hivatkozások
- A légkör leírása
- A légkör felépítése
- A légkör jellemzői